# Cheick Timité
Cheick Aymar Timité (Abiyán, Costa de Marfil, 20 de noviembre de 1997), más conocido como Cheick Timité, es un futbolista costamarfileño-francés que ocupa la posición de delantero.

## Trayectoria
Realizó su etapa formativa en el E. S. Nanterre antes de ingresar en 2014 en la estructura del A. C. Ajaccio para jugar en su categoría juvenil.
En la temporada 2015-16 jugó en su filial antes de marchar en julio de 2016 al Amiens S. C., pero debido a problemas legales relacionados con su transferencia fue cedido a la U. S. L. Dunkerque antes de poder jugar con el equipo.
El 31 de agosto de 2021 se comprometió con el Club de Fútbol Fuenlabrada de España por un año con opción a dos más. Sin embargo, el 31 de enero de 2022 rescindió su contrato y firmó por el Valenciennes Football Club.
En septiembre de 2023 inició una nueva etapa en Vietnam después de fichar por el Ho Chi Minh City F. C. para la temporada 2023-24.

## Internacional
Debutó con la selección sub-23 de Costa de Marfil en un par de partidos de clasificación para la Copa de Naciones Sub-23 de África 2019 en marzo de 2019.[cita requerida]
En agosto de 2021 disputó los Juegos Olímpicos de Tokio 2020 con la selección de fútbol sub-23 de Costa de Marfil.

## Clubes
| Club                        | País    | Año        |
| --------------------------- | ------- | ---------- |
| A. C. Ajaccio "II"          | Francia | 2015-2016  |
| Amiens S. C. "II"           | Francia | 2016-2018  |
| U. S. L. Dunkerque (cedido) | Francia | 2017-2018  |
| Amiens S. C.                | Francia | 20218-2021 |
| Paris F. C. (cedido)        | Francia | 2019-2020  |
| C. F. Fuenlabrada           | España  | 2021-2022  |
| Valenciennes F. C.          | Francia | 2022       |
| Ho Chi Minh City F. C.      | Vietnam | 2023-2024  |